# Visitación Badana
Visitación Badana (2 juli 1937) is een atleet uit Filipijnen.
Op de Aziatische Spelen van 1958 behaalde Badana een gouden medaille op het onderdeel verspringen.
Op de Olympische Zomerspelen van Rome in 1960 nam Badana deel aan het onderdeel verspringen.